# Тварини Одеської області, занесені до Червоної книги України
Список тварин Одеської області, занесених до Червоної книги України.

## Статистика
До списку входить 231 видів тварин, з них:
- Кишковопорожнинних — 2;
- Круглих червів — 0;
- Кільчастих червів 6;
- Членистоногих — 92;
- Молюсків — 2;
- Хордових — 129.

Серед них за природоохоронним статусом: 
- Вразливих — 86;
- Рідкісних — 78;
- Недостатньо відомих  — 8;
- Неоцінених — 14;
- Зникаючих — 42;
- Зниклих у природі — 0;
- Зниклих — 3.

## Список видів
| № п/п | Українська назва виду                               | Латинська назва виду         | Природоохоронний статус | Тип               |
| ----- | --------------------------------------------------- | ---------------------------- | ----------------------- | ----------------- |
| 1     | Аврора біла                                         | Euchloe ausonia              | Вразливий               | Членистоногі      |
| 2     | Амофіла сарептська                                  | Ammophila sareptana          | Рідкісний               | Членистоногі      |
| 3     | Аноплій самарський                                  | Anoplius samariensis         | Рідкісний               | Членистоногі      |
| 4     | Археобдела каспійська                               | Archaeobdella esmonti        | Вразливий               | Кільчасті черви   |
| 5     | Архірилея чорна                                     | Archirilleya inopinata       | Рідкісний               | Членистоногі      |
| 6     | Афаліна                                             | Tursiops truncatus           | Рідкісний               | Хордові           |
| 7     | Бабка перев'язана                                   | Sympetrum pedemontanum       | Вразливий               | Членистоногі      |
| 8     | Баклан малий                                        | Phalacrocorax pygmeus        | Зникаючий               | Хордові           |
| 9     | Балабан                                             | Falco cherrug                | Вразливий               | Хордові           |
| 10    | Бистрянка російська                                 | Alburnoides rossicus         | Зникаючий               | Хордові           |
| 11    | Бичок Букчича, бичок рись                           | Gobius bucchichi             | Рідкісний               | Хордові           |
| 12    | Бичок паганель                                      | Gobius paganellus            | Рідкісний               | Хордові           |
| 13    | Бичок-каспіосома каспійський                        | Caspiosoma caspium           | Рідкісний               | Хордові           |
| 14    | Бичок-пуголовочок Браунера                          | Benthophiloides brauneri     | Рідкісний               | Хордові           |
| 15    | Білуга звичайна                                     | Huso huso                    | Зникаючий               | Хордові           |
| 16    | Боліварія короткокрила                              | Bolivaria brachyptera        | Вразливий               | Членистоногі      |
| 17    | Бражник дубовий                                     | Marumba quercus              | Рідкісний               | Членистоногі      |
| 18    | Бражник мертва голова                               | Acherontia atropos           | Рідкісний               | Членистоногі      |
| 19    | Бражник прозерпіна                                  | Proserpinus proserpina       | Рідкісний               | Членистоногі      |
| 20    | Бражник скабіозовий                                 | Hemaris tityus               | Рідкісний               | Членистоногі      |
| 21    | Бранхінекта лякаюча                                 | Branchinecta ferox           | Недостатньо відомий     | Членистоногі      |
| 22    | Бранхінекта східна                                  | Branchinecta orientalis      | Зникаючий               | Членистоногі      |
| 23    | Бранхінектела середня                               | Branchinectella media        | Вразливий               | Членистоногі      |
| 24    | Брахіцерус зморшкуватий                             | Brachycerus sinuatus         | Недостатньо відомий     | Членистоногі      |
| 25    | Велетенський мурашиний лев західний                 | Acanthaclisis occitanica     | Зникаючий               | Членистоногі      |
| 26    | Вечірниця велетенська                               | Nyctalus lasiopterus         | Зникаючий               | Хордові           |
| 27    | Вечірниця мала                                      | Nyctalus leisleri            | Рідкісний               | Хордові           |
| 28    | Вечірниця руда                                      | Nyctalus noctula             | Вразливий               | Хордові           |
| 29    | Видра річкова                                       | Lutra lutra                  | Неоцінений              | Хордові           |
| 30    | Вирезуб причорноморський                            | Rutilus frisii               | Зникаючий               | Хордові           |
| 31    | Вівсянка чорноголова                                | Emberiza melanocephala       | Рідкісний               | Хордові           |
| 32    | Волохатий краб                                      | Pilumnus hirtellus           | Неоцінений              | Членистоногі      |
| 33    | Вусач земляний хрестоносець (коренеїд хрестоносець) | Dorcadion equestre           | Вразливий               | Членистоногі      |
| 34    | Вусач мускусний                                     | Aromia moschata              | Вразливий               | Членистоногі      |
| 35    | Вусач-червонокрил Келлера                           | Purpuricenus kaehleri        | Вразливий               | Членистоногі      |
| 36    | Вухань австрійський                                 | Plecotus austriacus          | Рідкісний               | Хордові           |
| 37    | Гадюка Нікольського, гадюка лісостепова             | Vipera nikolskii             | Рідкісний               | Хордові           |
| 38    | Гадюка степова                                      | Vipera renardi               | Вразливий               | Хордові           |
| 39    | Гіпаніс складчастий                                 | Hypanis plicata              | Вразливий               | Молюски           |
| 40    | Глотківка Щоголева                                  | Erpobbdella stschhegolewi    | Вразливий               | Кільчасті черви   |
| 41    | Гоголь                                              | Bucephala clangula           | Рідкісний               | Хордові           |
| 42    | Голуб-синяк                                         | Columba oenas                | Вразливий               | Хордові           |
| 43    | Горбань темний                                      | Sciaena umbra                | Рідкісний               | Хордові           |
| 44    | Горностай                                           | Mustela erminea              | Неоцінений              | Хордові           |
| 45    | Гребінчастий губань золотистий                      | Ctenolabrus rupestris        | Рідкісний               | Хордові           |
| 46    | Гуска мала (гуска білолоба мала)                    | Anser erythropus             | Вразливий               | Хордові           |
| 47    | Дазипода шипоносна (мохнонога бджола шипоносна)     | Dasypoda spinigera           | Рідкісний               | Членистоногі      |
| 48    | Дельфін звичайний (білобочка)                       | Delphinus delphis            | Неоцінений              | Хордові           |
| 49    | Дерихвіст лучний                                    | Glareola pratincola          | Рідкісний               | Хордові           |
| 50    | Джміль глинистий                                    | Bombus argillaceus           | Вразливий               | Членистоногі      |
| 51    | Джміль лезус                                        | Bombus laesus                | Вразливий               | Членистоногі      |
| 52    | Джміль моховий                                      | Bombus muscorum              | Рідкісний               | Членистоногі      |
| 53    | Джміль оперезаний                                   | Bombus zonatus               | Рідкісний               | Членистоногі      |
| 54    | Джміль пахучий                                      | Bombus fragrans              | Зникаючий               | Членистоногі      |
| 55    | Дибка степова                                       | Saga pedo                    | Рідкісний               | Членистоногі      |
| 56    | Дисцелія зональна                                   | Discoelius zonalis           | Рідкісний               | Членистоногі      |
| 57    | Дозорець-імператор                                  | Anax imperator               | Вразливий               | Членистоногі      |
| 58    | Евритірея золотиста                                 | Eurythyrea aurata            | Рідкісний               | Членистоногі      |
| 59    | Емпуза смугаста                                     | Empusa fasciata              | Вразливий               | Членистоногі      |
| 60    | Жаба прудка                                         | Rana dalmatina               | Вразливий               | Хордові           |
| 61    | Жабоп'явка алжирська                                | Batracobdella algira         | Вразливий               | Кільчасті черви   |
| 62    | Жиряк гладенький                                    | Liparus laevigatus           | Рідкісний               | Членистоногі      |
| 63    | Жовна зелена (дятел зелений)                        | Picus viridis                | Вразливий               | Хордові           |
| 64    | Жужелиця дама                                       | Carterus dama                | Рідкісний               | Членистоногі      |
| 65    | Жужелиця Шевролата                                  | Parazuphium chevrolati       | Рідкісний               | Членистоногі      |
| 66    | Жук-самітник                                        | Osmoderma barnabita          | Вразливий               | Членистоногі      |
| 67    | Зегрис Евфема                                       | Zegris eupheme               | Зникаючий               | Членистоногі      |
| 68    | Зеус звичайний, сонцевик звичайний                  | Zeus faber                   | Рідкісний               | Хордові           |
| 69    | Золотомушка червоночуба                             | Regulus ignicapillus         | Неоцінений              | Хордові           |
| 70    | Іфігенела Андрусова                                 | Iphigenella andrussowi       | Вразливий               | Членистоногі      |
| 71    | Іфігенела колючконога                               | Iphigenella acanthopoda      | Зникаючий               | Членистоногі      |
| 72    | Іфігенела шаблінська                                | Iphigenella shablensis       | Вразливий               | Членистоногі      |
| 73    | Йорж Балона                                         | Gymnocephalus baloni         | Неоцінений              | Хордові           |
| 74    | Йорж носар                                          | Gymnocephalus acerinus       | Зникаючий               | Хордові           |
| 75    | Йорж смугастий                                      | Gymnocephalus schraetser     | Вразливий               | Хордові           |
| 76    | Кажан пізній                                        | Eptesicus serotinus          | Вразливий               | Хордові           |
| 77    | Казарка червоновола                                 | Rufibrenta ruficollis        | Вразливий               | Хордові           |
| 78    | Кам'яний краб                                       | Eriphia verrucosa            | Зникаючий               | Членистоногі      |
| 79    | Кам'яний окунь зебра                                | Serranus scriba              | Рідкісний               | Хордові           |
| 80    | Канюк степовий                                      | Buteo rufinus                | Рідкісний               | Хордові           |
| 81    | Каптурниця пишна                                    | Cucullia magnifica           | Рідкісний               | Членистоногі      |
| 82    | Каптурниця срібляста                                | Cucullia argentina           | Рідкісний               | Членистоногі      |
| 83    | Карась звичайний, карась золотий                    | Carassius carassius          | Вразливий               | Хордові           |
| 84    | Кефаль рамада                                       | Liza ramada                  | Рідкісний               | Хордові           |
| 85    | Кіт лісовий                                         | Felis sylvestris             | Вразливий               | Хордові           |
| 86    | Кольпоциклоп шипуватий                              | Colpocyclops longispinosus   | Вразливий               | Членистоногі      |
| 87    | Коник-товстун степовий                              | Callimenus multituberculatus | Зникаючий               | Членистоногі      |
| 88    | Коровайка                                           | Plegadis falcinellus         | Вразливий               | Хордові           |
| 89    | Короткопера риба-присосок двоплямиста               | Diplecogaster bimaculatus    | Рідкісний               | Хордові           |
| 90    | Косар                                               | Platalea leucorodia          | Вразливий               | Хордові           |
| 91    | Кошеніль польська                                   | Porphyropha polonica         | Недостатньо відомий     | Членистоногі      |
| 92    | Красик веселий (Пістрянка весела)                   | Zygaena laeta                | Зникаючий               | Членистоногі      |
| 93    | Красотіл пахучий                                    | Calosoma sycophanta          | Вразливий               | Членистоногі      |
| 94    | Крячок малий                                        | Sterna albifrons             | Рідкісний               | Хордові           |
| 95    | Ксанто пореса                                       | Xantho poressa               | Недостатньо відомий     | Членистоногі      |
| 96    | Ксилокопа звичайна (бджола-тесляр звичайна)         | Xylocopa valga               | Рідкісний               | Членистоногі      |
| 97    | Ксилокопа райдужна (бджола-тесляр райдужна)         | Xylocopa iris                | Зникаючий               | Членистоногі      |
| 98    | Ксилокопа фіолетова (бджола-тесляр фіолетова)       | Xylocopa violacea            | Рідкісний               | Членистоногі      |
| 99    | Ктир велетенський                                   | Satanas gigas                | Вразливий               | Членистоногі      |
| 100   | Ктир шершенеподібний                                | Asilus crabroniformis        | Рідкісний               | Членистоногі      |
| 101   | Кулик-довгоніг (ходуличник)                         | Himantopus himantopus        | Вразливий               | Хордові           |
| 102   | Кулик-сорока                                        | Haematopus ostralegus        | Вразливий               | Хордові           |
| 103   | Кульон середній (кроншнеп середній)                 | Numenius phaeopus            | Зникаючий               | Хордові           |
| 104   | Кульон тонкодзьобий (кроншнеп тонкодзьобий)         | Numenius tenuirostris        | Зникаючий               | Хордові           |
| 105   | Кутора мала                                         | Neomys anomalus              | Рідкісний               | Хордові           |
| 106   | Лаврак європейський                                 | Dicentrarchus labrax         | Неоцінений              | Хордові           |
| 107   | Лежень                                              | Burhinus oedicnemus          | Неоцінений              | Хордові           |
| 108   | Лилик двоколірний                                   | Vespertilio murinus          | Вразливий               | Хордові           |
| 109   | Ліометопум звичайний                                | Liometopum microcephalum     | Рідкісний               | Членистоногі      |
| 110   | Лосось чорноморський                                | Salmo labrax                 | Зникаючий               | Хордові           |
| 111   | Лунь лучний                                         | Circus pygargus              | Вразливий               | Хордові           |
| 112   | Лунь польовий                                       | Circus cyaneus               | Рідкісний               | Хордові           |
| 113   | Лунь степовий                                       | Circus macrourus             | Зникаючий               | Хордові           |
| 114   | Люцина                                              | Hamearis lucina              | Вразливий               | Членистоногі      |
| 115   | Лярра анафемська                                    | Larra anathema               | Неоцінений              | Членистоногі      |
| 116   | Мантіспа штирійська                                 | Mantispa styriaca            | Рідкісний               | Членистоногі      |
| 117   | Марена дніпровська                                  | Barbus borysthenicus         | Зникаючий               | Хордові           |
| 118   | Марена звичайна                                     | Barbus barbus                | Вразливий               | Хордові           |
| 119   | Мармуровий краб                                     | Pachygrapsus marmoratus      | Рідкісний               | Членистоногі      |
| 120   | Мартин каспійський (реготун чорноголовий)           | Larus ichthyaetus            | Зникаючий               | Хордові           |
| 121   | Махаон                                              | Papilio machaon              | Вразливий               | Членистоногі      |
| 122   | Мелітурга булавовуса                                | Melitturga clavicornis       | Вразливий               | Членистоногі      |
| 123   | Меризія азовська                                    | Moerisia maeotica            | Зникаючий               | Кишковопорожнинні |
| 124   | Минь річковий                                       | Lota lota                    | Вразливий               | Хордові           |
| 125   | Мідянка звичайна                                    | Coronella austriaca          | Вразливий               | Хордові           |
| 126   | Мізида аномальна                                    | Hemimysis anomala            | Зникаючий               | Членистоногі      |
| 127   | Мізида Варпаховського                               | Katamysis warpachowskyi      | Зникаючий               | Членистоногі      |
| 128   | Мінога українська                                   | Eudontomyzon mariae          | Зникаючий               | Хордові           |
| 129   | Мнемозина                                           | Parnassius mnemosyne         | Вразливий               | Членистоногі      |
| 130   | Морімус темний                                      | Morimus funereus             | Вразливий               | Членистоногі      |
| 131   | Морська голка товсторила                            | Syngnathus variegatus        | Вразливий               | Хордові           |
| 132   | Морська голка тонкорила                             | Syngnathus tenuirostris      | Вразливий               | Хордові           |
| 133   | Морська свиня (азовка)                              | Phocoena phocoena            | Вразливий               | Хордові           |
| 134   | Морський коник довгорилий                           | Hippocampus guttulatus       | Вразливий               | Хордові           |
| 135   | Морський кріт                                       | Upogebia pusilla             | Рідкісний               | Членистоногі      |
| 136   | Морський чорт європейський                          | Lophius piscatorius          | Вразливий               | Хордові           |
| 137   | Нерозень                                            | Anas strepera                | Рідкісний               | Хордові           |
| 138   | Нетопир звичайний                                   | Pipistrellus pipistrellus    | Вразливий               | Хордові           |
| 139   | Нетопир Натузіуса                                   | Pipistrellus nathusii        | Неоцінений              | Хордові           |
| 140   | Ніфарг середній                                     | Niphargoides intermedius     | Вразливий               | Членистоногі      |
| 141   | Нічниця водяна                                      | Myotis daubentonii           | Вразливий               | Хордові           |
| 142   | Нічниця вусата                                      | Myotis mystacinus            | Вразливий               | Хордові           |
| 143   | Нічниця гостровуха                                  | Myotis blythii               | Вразливий               | Хордові           |
| 144   | Нічниця Наттерера                                   | Myotis nattereri             | Вразливий               | Хордові           |
| 145   | Нічниця ставкова                                    | Myotis dasycneme             | Зникаючий               | Хордові           |
| 146   | Норка європейська                                   | Mustela lutreola             | Зникаючий               | Хордові           |
| 147   | Оліндіас несподіваний                               | Olindias inexpectata         | Вразливий               | Кишковопорожнинні |
| 148   | Орел-карлик                                         | Hieraaetus pennatus          | Рідкісний               | Хордові           |
| 149   | Орлан-білохвіст                                     | Haliaeetus albicilla         | Рідкісний               | Хордові           |
| 150   | Осетер атлантичний                                  | Acipenser sturio             | Зниклий                 | Хордові           |
| 151   | Осетер російський                                   | Acipenser gueldenstaedtii    | Вразливий               | Хордові           |
| 152   | Осетер шип                                          | Acipenser nudiventris        | Зниклий                 | Хордові           |
| 153   | Пагель червоний                                     | Pagellus erythrinus          | Недостатньо відомий     | Хордові           |
| 154   | Палінгенія довгохвоста                              | Palingenia longicauda        | Зникаючий               | Членистоногі      |
| 155   | Пахіцефус степовий                                  | Pachycephus cruentatus       | Зникаючий               | Членистоногі      |
| 156   | Пелікан кучерявий                                   | Pelecanus crispus            | Зникаючий               | Хордові           |
| 157   | Пелікан рожевий                                     | Pelecanus onocrotalus        | Зникаючий               | Хордові           |
| 158   | Перкарина чорноморська                              | Percarina demidoffii         | Рідкісний               | Хордові           |
| 159   | Пилкохвіст український                              | Poecilimon ukrainicus        | Вразливий               | Членистоногі      |
| 160   | Підорлик малий                                      | Aquila pomarina              | Рідкісний               | Хордові           |
| 161   | Піскара бура                                        | Callionymus pussilus         | Рідкісний               | Хордові           |
| 162   | Піскара сіра                                        | Callionymus risso            | Рідкісний               | Хордові           |
| 163   | Пісочник морський (зуйок морський)                  | Charadrius alexandrinus      | Вразливий               | Хордові           |
| 164   | Подалірій                                           | Iphiclides podalirius        | Вразливий               | Членистоногі      |
| 165   | Поліксена                                           | Zerynthia polyxena           | Вразливий               | Членистоногі      |
| 166   | Полоз жовточеревий, полоз каспійський               | Hierophis caspius            | Вразливий               | Хордові           |
| 167   | Полоз лісовий, полоз ескулапів                      | Zamenis longissimus          | Зникаючий               | Хордові           |
| 168   | Полоз сарматський, полоз Палласів                   | Elaphe sauromates            | Вразливий               | Хордові           |
| 169   | Пухівка (гага звичайна)                             | Somateria mollissima         | Вразливий               | Хордові           |
| 170   | П'явка аптечна                                      | Hirudo verbana               | Вразливий               | Кільчасті черви   |
| 171   | П'явка медична                                      | Hirudo medicinalis           | Вразливий               | Кільчасті черви   |
| 172   | Риба-присосок європейська                           | Lepadogaster lepadogaster    | Рідкісний               | Хордові           |
| 173   | Риба-присосок товсторила                            | Lepadogaster candolii        | Рідкісний               | Хордові           |
| 174   | Сапсан                                              | Falco peregrinus             | Рідкісний               | Хордові           |
| 175   | Сатир залізний                                      | Hipparchia statilinus        | Рідкісний               | Членистоногі      |
| 176   | Сатурнія велика                                     | Saturnia pyri                | Вразливий               | Членистоногі      |
| 177   | Сатурнія мала                                       | Eudia pavonia                | Рідкісний               | Членистоногі      |
| 178   | Сатурнія середня                                    | Eudia spini                  | Зникаючий               | Членистоногі      |
| 179   | Севрюга звичайна                                    | Acipenser stellatus          | Вразливий               | Хордові           |
| 180   | Сиворакша                                           | Coracias garrulus            | Зникаючий               | Хордові           |
| 181   | Синявець Бавій                                      | Pseudophilotes bavius        | Вразливий               | Членистоногі      |
| 182   | Синявець Пилаон                                     | Plebeius pylaon              | Вразливий               | Членистоногі      |
| 183   | Сколія-гігант                                       | Megascolia maculata          | Неоцінений              | Членистоногі      |
| 184   | Скопа                                               | Pandion haliaetus            | Зникаючий               | Хордові           |
| 185   | Сліпак білозубий                                    | Nannospalax leucodon         | Недостатньо відомий     | Хордові           |
| 186   | Сліпак подільський                                  | Spalax zemni                 | Недостатньо відомий     | Хордові           |
| 187   | Смірновіелла редукована                             | Sergiosmirnovia reducta      | Вразливий               | Членистоногі      |
| 188   | Сова болотяна                                       | Asio flammeus                | Рідкісний               | Хордові           |
| 189   | Совка                                               | Otus scops                   | Рідкісний               | Хордові           |
| 190   | Совка сокиркова                                     | Periphanes delphinii         | Вразливий               | Членистоногі      |
| 191   | Сорокопуд червоноголовий                            | Lanius senator               | Рідкісний               | Хордові           |
| 192   | Стафілін Плігінського                               | Tasgius pliginskii           | Вразливий               | Членистоногі      |
| 193   | Стерв'ятник                                         | Neophron percnopterus        | Зникаючий               | Хордові           |
| 194   | Стерлядь прісноводна                                | Acipenser ruthenus           | Зникаючий               | Хордові           |
| 195   | Стиз двокрапковий                                   | Stizus bipunctatus           | Рідкісний               | Членистоногі      |
| 196   | Стиз смугастий                                      | Stizus fasciatus             | Рідкісний               | Членистоногі      |
| 197   | Стизоїд тризубий                                    | Stizoides tridentatus        | Рідкісний               | Членистоногі      |
| 198   | Стрибун Бессера                                     | Cephalota besseri            | Рідкісний               | Членистоногі      |
| 199   | Стрілка Ліндена                                     | Erythromma lindenii          | Рідкісний               | Членистоногі      |
| 200   | Стрічкарка блакитна                                 | Catocala fraxini             | Вразливий               | Членистоногі      |
| 201   | Стрічкарка орденська малинова                       | Catocala sponsa              | Рідкісний               | Членистоногі      |
| 202   | Строкатка степова                                   | Lagurus lagurus              | Зникаючий               | Хордові           |
| 203   | Судак волзький, Берш                                | Sander volgensis             | Зникаючий               | Хордові           |
| 204   | Судак морський, судак буговець                      | Sander marinus               | Зникаючий               | Хордові           |
| 205   | Сфекс рудуватий                                     | Sphex funerarius             | Неоцінений              | Членистоногі      |
| 206   | Томарес Ногеля                                      | Tomares nogelii              | Вразливий               | Членистоногі      |
| 207   | Тригла жовта, морський півень жовтий                | Chelidonichthys lucerna      | Рідкісний               | Хордові           |
| 208   | Тритон дунайський                                   | Triturus dobrogicus          | Вразливий               | Хордові           |
| 209   | Трохета потайна                                     | Trocheta subviridis          | Зникаючий               | Кільчасті черви   |
| 210   | Турикаспія лінкта                                   | Turricaspia lincta           | Рідкісний               | Молюски           |
| 211   | Турун Ештрайхера                                    | Carabus estreicheri          | Вразливий               | Членистоногі      |
| 212   | Тушканчик великий                                   | Allactaga jaculus            | Рідкісний               | Хордові           |
| 213   | Тхір лісовий                                        | Mustela putorius             | Неоцінений              | Хордові           |
| 214   | Тхір степовий                                       | Mustela eversmanni           | Зникаючий               | Хордові           |
| 215   | Тюлень-монах                                        | Monachus monachus            | Зниклий                 | Хордові           |
| 216   | Умбра звичайна                                      | Umbra krameri                | Рідкісний               | Хордові           |
| 217   | Умбріна світла, горбань світлий                     | Umbrina cirrosa              | Рідкісний               | Хордові           |
| 218   | Ховрах одеський                                     | Spermophilus odessanus       | Неоцінений              | Хордові           |
| 219   | Хом'ячок сірий                                      | Cricetulus migratorius       | Недостатньо відомий     | Хордові           |
| 220   | Церцеріс горбкувата                                 | Cerceris tuberculata         | Рідкісний               | Членистоногі      |
| 221   | Чапля жовта                                         | Ardeola ralloides            | Рідкісний               | Хордові           |
| 222   | Чернь білоока                                       | Aythya nyroca                | Вразливий               | Хордові           |
| 223   | Чернь червонодзьоба                                 | Netta rufina                 | Рідкісний               | Хордові           |
| 224   | Чоботар (шилодзьобка)                               | Recurvirostra avosetta       | Рідкісний               | Хордові           |
| 225   | Чоп звичайний, чоп великий                          | Zingel zingel                | Рідкісний               | Хордові           |
| 226   | Чоп малий                                           | Zingel streber               | Рідкісний               | Хордові           |
| 227   | Чорнушка Фегея                                      | Proterebia afra              | Вразливий               | Членистоногі      |
| 228   | Шемая чорноморська                                  | Alburnus sarmaticus          | Вразливий               | Хордові           |
| 229   | Шуліка чорний                                       | Milvus migrans               | Вразливий               | Хордові           |
| 230   | Ялець звичайний                                     | Leuciscus leuciscus          | Вразливий               | Хордові           |
| 231   | Ящірка зелена                                       | Lacerta viridis              | Вразливий               | Хордові           |